# Голенищев-Кутузов Дмитро Іванович
Голени́щев-Куту́зов Дмитро Іванович (1885—1938) — революціонер, більшовик, радянський державний діяч, жертва сталінських репресій.

## Біографія
Походив із псковської гілки відомого дворянського роду Голенищевих-Кутузових. Його батько Іван Тимофійович Голенищев-Кутузов був міським головою Харкова. Під час навчання у Харківському університеті захопився революційним рухом. Завершивши навчання в 1910 році, він опинився під наглядом поліції, незабаром був засуджений і відправлений на заслання до Сибіру. Перебуваючи в засланні, глибоко вивчив тему споживчої кооперації в Росії, згодом написав і опублікував понад двадцять тематичних статей під псевдонімом — Дм. Ілімський.
У 1918 році вступив до ВКП(б), був членом правління Товариства колишніх політкаторжан та засланців, членом правління Московського народного банку (1919—1920), головою правління Московського банку споживчої кооперації (1921—1924).
З 1925 року був переведений у Наркомат зовнішньої торгівлі СРСР. Був призначений торгпредом СРСР в Італії й одночасно у Великій Британії (1925—1926). Потім керівник ВАО «Інтурист» СРСР (1927—1931); голова товариства «Далькрайплан» (1931—1933); керівник будівництва Уссурійської залізниці (1934); завідувач відділу економіки в редакції газети «Известия» (1934—1938).
У 1938 році був заарештований, засуджений за сфабрикованою справою за статтею 58 (1-я категорія), розстріляний. Реабілітований у 1957 році.